# العصر الذهبي للراديو

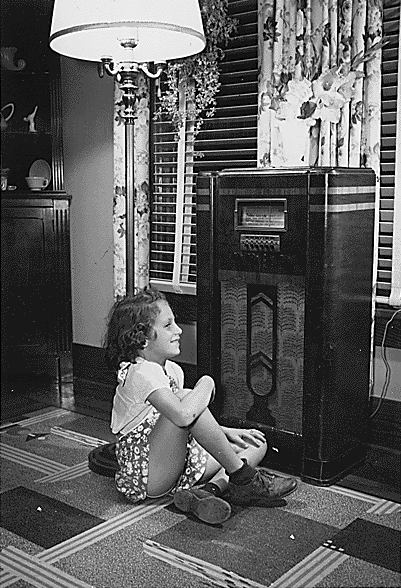
كان الراديو في عشرينيات وثلاثينيات وحتى أربعينيات القرن العشرين وسيلة الترفيه المهيمنة قبل ظهور التلفزيون حيث الأسر يتجمعوا للاستماع إلى الراديو وقت المساء.

العصر الذهبي للراديو ، أو ما يُعرف أحياناً باسم العصر الذهبي للإذاعة، هو عصر من البرامج الإذاعية في الولايات المتحدة هيمنت خلاله الإذاعة على وسط الترفيه المنزلي. بدأت هذه الحقبة مع أوائل البث الإذاعي في عشرينيات القرن العشرين واستمرت للخمسينيات إلى حين حل التلفزيون محل الراديو كوسيلة لبث البرامج السائدة المعدة مسبقاً. خلال هذه الفترة كان الراديو وسيلة البث الوحيدة. كان الناس بانتظام يحضرون برامج الراديو المفضلة لديهم وكانت تجتمع  الأسر للاستماع إلى راديو المنزل في المساء. وفقاً للمسح الميداني في عام 1947ميلادية لسي. إي. هووبر، 82 من أصل 100 من الأميركيين وُجِد أنهم مستمعين للراديو.

## الأصول
كانت عروض البث المباشر للدراما، الكوميديا، الموسيقى، والأخبار التي تبث عبر الهاتف (ثييترفون)هي السابقة لما آتى لاحقاً وهو العصر الذهبي للإذاعة وكانت تباع تجارياً في باريس في عام 1890 واستمرت متاحةَ في وقت متأخر حتى عام 1932 ميلادية. كانت تسمح للمشتركين «التنصت على الأداء» الحي على المسرح وسماع تقارير إخبارية عن طريق شبكة من خطوط الهاتف. تطوير الراديو  لاحقاَ قضى على الأسلاك (بالانتقال إلى المجال الاسلكي ) وأيضاً فكرة رسوم الاشتراك.

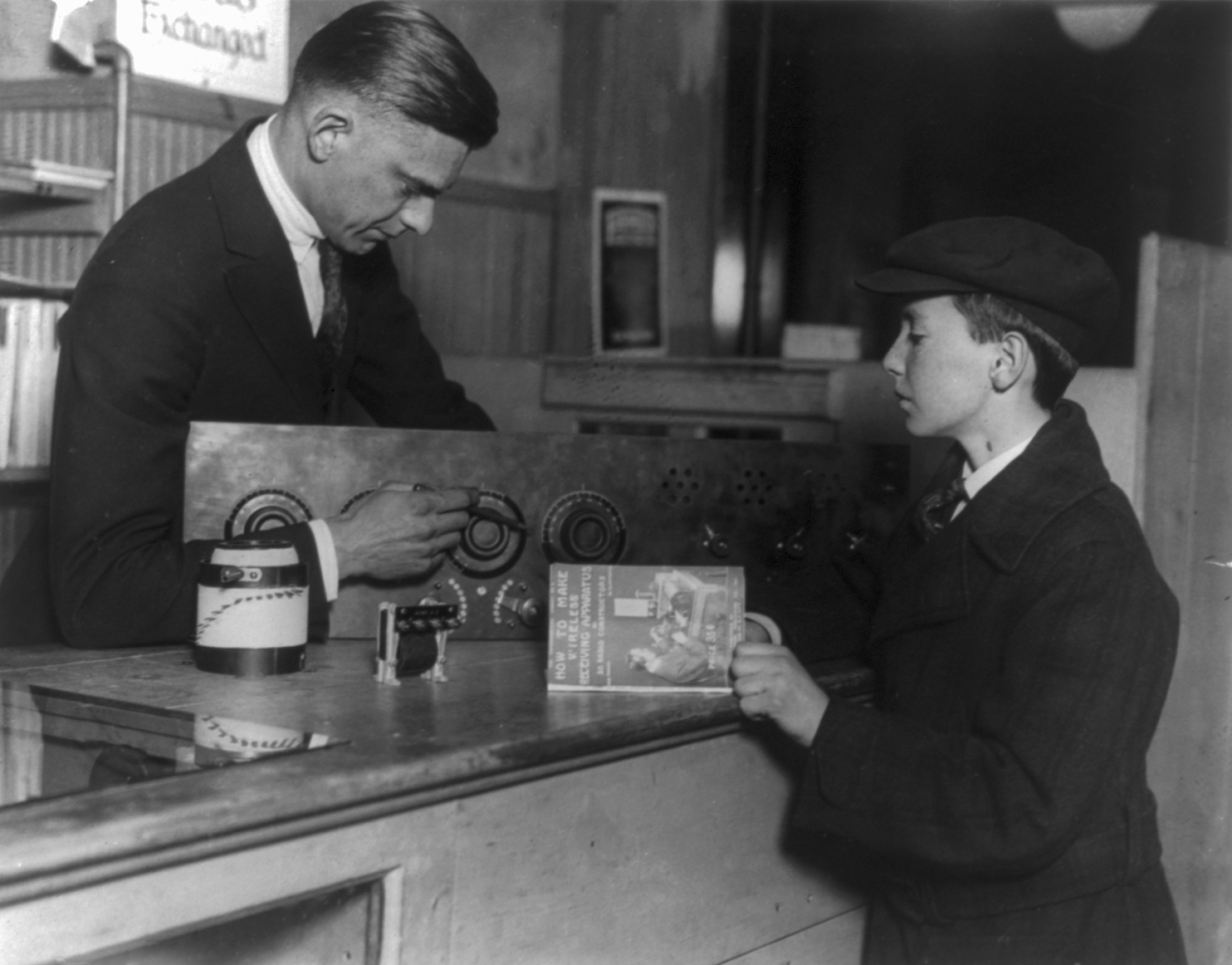
فتى يتعلم كيفية بناء راديو خاص به في حوالي عام 1922 ميلادية.

## الشبكات الإذاعية
العديد من الشبكات الإذاعية تبث في الولايات المتحدة حيث تبث برامجها على الصعيد الوطني. قدرتهم على التوزيع هي من جعل العصر الذهبي للإذاعة ممكن.

## متاحف خاصة بالراديو
- متحف سبارك للاختراع الكهربائي
- متحف اتصالات البث
- مركز بالي للإعلام

## اقرأ أيضاً
- Delong، Thomas A. (1980). The Mighty Music Box: the Golden Age of Radio. Los Angeles، Calif.: Amber Crest Books. ISBN 0-86533-000-X
- It's That Time Again، Volume 4، edited by Jim Harmon. Albany، BearManor Media، 2009. ISBN 1-59393-118-2.

## وصلات خارجية
- Gumsmoke series on WRCW Radio*
- Old Time Radio on-line archive at Archive.org*
- Old Time Radio on Way Back When*
- free Old Time Radio 24/7 at Outlaws Old Time Radio Corner
- Audio Noir internet radio station - free old time radio detective & crime shows
- العصر الذهبي للراديو على مشروع الدليل المفتوح